# Інститут післядипломної освіти Національного університету "Львівська політехніка"
Інститут післядипломної освіти — це навчально-структурний підрозділ Національного університету «Львівська політехніка», який здійснює підготовку бакалаврів, спеціалістів та магістрів, перепідготовку спеціалістів, які отримають другу вищу освіту, та підвищення кваліфікації фахівців за всіма напрямами та спеціальностями, ліцензованими в Національному університеті.

## Загальна інформація
В структуру Навчально-наукового інституту післядипломної освіти входять:
- дирекція інституту (кімн. 10, IV навч. корп.);
- деканат базової вищої освіти за скороченими термінами, який організовує навчальний процес підготовки бакалаврів за скороченими термінами навчання (кімн. 105, I навч. корп.);
- деканат повної вищої освіти який організовує підготовку магістрів специфічних категорій і спеціалістів (кімн. 104, I навч. корп.);
- деканат післядипломної освіти, який забезпечує перепідготовку спеціалістів і підвищення кваліфікації фахівців (кімн. 103, I навч. корп. та кімн. 1, IV навч. корп);
- Кафедра технологій управління (кімн. 2, V навч. корп.);
- Кафедра адміністративного та фінансового менеджменту|кафедра адміністративного і фінансового менеджменту (кімн. 2а, V навч. корп.);
- відділ інформаційно-технічного забезпечення навчального процесу ( кімн. 14, IV навч. корп.);
- відділ фінансових розрахунків (кімн. 2, IV навч. корп.).

Кафедри очолюють професори, а серед викладацького складу — сім кандидатів наук.
В складі ІПДО створена вчена рада інституту та науково-методична рада.
Інститут має власну матеріально-технічну базу — обладнані технічними засобами навчальні аудиторії в І, IV та V навчальних корпусах і гуртожитку № 8 — всього 18 власних аудиторій і лабораторій на 878 місць, у тому числі спеціалізована мультимедійна аудиторія, три комп’ютерні класи на 42 робочі місця, які обладнані сучасними комп’ютерами з під’єднанням до мережі Інтернет, міжкафедральний методичний кабінет, лінгвістично-освітній центр, сучасний лінгафонний кабінет з комп’ютеризованою системою, власний копіювально-розмножувальний центр для видавництва навчально-методичних матеріалів.

## Історія інституту
Навчально-науковий інститут післядипломної освіти Національного університету «Львівська політехніка» організовано в 1998 році на базі Міжгалузевого інституту підвищення кваліфікації та перепідготовки керівних працівників і спеціалістів народного господарства, створеного в 1991 році.
За свою понад двадцятирічну історію інститут зайняв в системі вищої освіти важливе місце як один з провідних центрів забезпечення безперервної освіти громадян, реалізації програми «Освіта впродовж життя».
Географія осіб, що навчалися та навчаються в інституті, охоплює Львівську, Івано-Франківську, Закарпатську, Рівненську, Тернопільську, Волинську, Хмельницьку, Київську, Чернігівську, Запорізьку, Одеську, Донецьку, Луганську області та АР Крим.

## Вчена рада інституту
Голова Вченої ради: Якубенко Василь Миколайович [Архівовано 18 березня 2015 у Wayback Machine.] - к.т.н., доцент, директор інституту
- Службовий

Вчений секретар: Микитюк Наталія Олегівна - к.е.н., доцент, декан перепідготовки фахівців
- Службовий

Склад вченої ради інституту
1. Якубенко Василь Миколайович (Yakubenko Vasul  ) – к.т.н., доцент, директор інституту післядипломної освіти;
2. Микитюк Наталія Олегівна (Mykytiuk Natalia) – к.е.н., доцент, декан перепідготовки фахівців;
3. Яськов Віктор Васильович [Архівовано 10 квітня 2016 у Wayback Machine.] (Yaskov Victor) – к.т.н., доцент, заступник директора інституту післядипломної освіти;
4. Білоус Олександр Петрович (Bilous Oleksandr) – к.е.н., заступник директора інституту післядипломної освіти;
5. Свірська Оксана Богданівна (Svirska Oksana) – к.ек.н., доцент, декан деканату повної вищої освіти інституту;
6. Фещур Роман Васильович (Feshchur Roman) – к.е.н., проф., завідувач кафедри «Теорій управління»;
7. Подольчак Назар Юрійович (Podolchak Nazar ) – д.е.н., доцент, завідувач кафедри «Адміністративного та фінансового менеджменту».
8. Захарчук Мар’яна Євгенівна (Zaharchuk Mar'ana) – к.п.н., заступник декана деканату післядипломної освіти.

## Діяльність інституту
Інститут проводить:
- підготовку студентів за освітньо-професійними програмами «Бакалавр», «Спеціаліст», «Магістр»;
- перепідготовку спеціалістів (друга вища освіта);
- підвищення кваліфікації фахівців.

Підготовка, перепідготовка й підвищення кваліфікації фахівців здійснюється за всіма напрямами та спеціальностями, ліцензованими в Національному університеті «Львівська політехніка».
Заняття проводять викладачі базових інститутів і кафедр університету з використанням всієї наявною навчально-наукової бази Львівської політехніки.

### Список кафедр інституту
- Кафедра технологій управління
- Кафедра адміністративного та фінансового менеджменту

Проведення навчального процесу підготовки фахівців за всіма освітньо-кваліфікаційними рівнями та перепідготовки спеціалістів повністю забезпечують кафедри Національного університету «Львівська політехніка» як основні ланки університету, відповідальні за підготовку фахівців. До проведення занять за всіма навчальними дисциплінами залучені провідні викладачі Львівської політехніки — професори, доценти, старші викладачі, асистенти відповідних кафедр Університету та висококваліфіковані спеціалісти наукових установ, підприємств, банків і фірм міста Львова та Західного регіону. За участі кафедр та методичних комісій базових напрямів підготовки здійснюється формування навчальних планів, які за змістом відповідають навчальним планам денної форми навчання з акцентом на самостійну роботу студентів і слухачів. У навчальному процесі також використовується навчально-лабораторна база кафедр та навчально-методичне й інформаційне забезпечення університету. Студенти і слухачі ІПДО мають можливість користуватись навчальною бібліотекою Університету та мають доступ до віртуального навчального середовища.
Детальніше ознайомиться з інформацією можна на сайті Політехніки.

## Співпраця
Інститут післядипломної освіти є учасником державної програми підтримання конкурентоспроможності осіб на ринку праці шляхом їх перепідготовки, спеціалізації, підвищення кваліфікації за професіями та спеціальностями для пріоритетних видів економічної діяльності за рахунок ваучерів, які видаються Державною службою зайнятості. Перепідготовка спеціалістів за рахунок ваучерів вже розпочалася і буде здійснюватися за 6 спеціальностями, що входять в перелік, який затверджений Постановою  Кабінету Міністрів України від 20 березня 2013 р. № 207.
Інститут бере участь у міжнародних проектах. У межах проекту EDUKT за програмою Tacis пройшли перепідготовку та отримали консультації з питань відкриття власного бізнесу, створення нових комерційних структур понад 2500 колишніх офіцерів та членів їхніх сімей. За програмою INCO-Copernicus завершено роботу над проектом «Regenerate», за яким розвиватимуть і використовуватимуть нетрадиційні джерела енергії в країнах Східної Європи.
Інститут післядипломної освіти бере участь в організації та проведенні Національних і міжнародних конференцій, семінарів, виставок та презентацій.